# Gordon Mitchell
Gordon Mitchell, właśc. Charles Allen Pendleton (ur. 29 lipca 1923 w Denver, zm. 20 września 2003 w Marina del Rey) – amerykański aktor filmowy i kulturysta.

## Życiorys
Urodził się w Denver w stanie Kolorado. Po rozwodzie jego matka przeniosła się wraz z rodziną do Inglewood w Kalifornii, gdzie Mitchell spędził swoją młodość. Podczas II wojny światowej służył w United States Army w ofensywie w Ardenach, gdzie został wzięty do niewoli. Po wojnie ukończył studia i uzyskał dyplom na Uniwersytecie Południowej Kalifornii, na kierunku anatomii, biologii i fizjologii. Po odbyciu służby wojskowej, w 1945 roku wrócił do Kalifornii i uczył niepełnosprawnych uczniów i młodocianych przestępców.
Brał udział w wojnie koreańskiej, po której zamieszkał w pobliżu słynnej Muscle Beach i spotkał kulturystę Joego Golda, który stał się jego przyjacielem na całe życie. Został również zapoznany z innymi kulturystami, późniejszymi aktorami, takimi jak Steve Reeves, Mickey Hargitay i Mark Forest. W 1954 roku został odkryty przez aktorkę Maę West, która zaproponowała mu dołączenie do jej grupy modeli – kulturystów (jego kolegami byli Mickey Hargitay, Reg Lewis i Dan Vadis) w show w Sahara Hotel w Las Vegas.
Znalazł dodatkową pracę jako aktor w filmach takich jak Jeniec wojenny (Prisoner of War, 1954) obok przyszłego prezydenta USA Ronalda Reagana i Steve’a Forresta, Złotoręki (The Man with the Golden Arm, 1955) z udziałem Franka Sinatry, Kim Novak i Eleanor Parker, Dziesięcioro przykazań (The Ten Commandments, 1956) Cecila B. DeMille’a i W 80 dni dookoła świata (Around the World in 80 Days, 1956).
W grudniu 1960 roku, po międzynarodowym sukcesie kulturysty Steve’a Forresta w filmach Herkules i Hercules Unchained (oba 1959), Pendleton podpisał kontrakt, by zagrać główną rolę we włoskiej epopei z gatunku płaszcza i szpady Atlas przeciwko cyklopom (Maciste nella terra dei ciclopi, 1961), który w kinach stał się hitem. Jego następny film Olbrzym z Metropolis (Il gigante di Metropolis, 1961) także okazał się bardzo popularny. Po występie w produkcjach Wulkan, syn Jowisza (Vulcano, figlio di Giove, 1962), Furia Achillesa (L'ira di Achille, 1962), Cezar kontra piraci (Giulio Cesare contro i pirati, 1962) i Zemsta gladiatorów (La Vendetta di Spartacus, 1962), Brennus, wróg Rzymu (Brenno il nemico di Roma, 1963), grał czarne charaktery w spaghetti westernach, w tym Trzy pociski dla Ringo (3 colpi di Winchester per Ringo, 1965) i filmach szpiegowskich, m.in. 2 + 5: Misja Hydra (2+5: Missione Hydra, 1965). Pracował także w jednej produkcji hollywoodzkiej Johna Hustona W zwierciadle złotego oka (Reflections in a Golden Eye, 1967) z udziałem Marlona Brando i Elizabeth Taylor, a także w Satyricon (1969) Federica Felliniego.
Od początku lat 70. począwszy, jego kariera aktorska zaczęła podupadać. Można go było zobaczyć w niskobudżetowych produkcjach m.in.: Achtung! Tygrysy pustyni! (Kaput Lager – Gli ultimi giorni delle SS, 1977) jako komandant von Stolzen z Richardem Harrisonem, Porno-erotyczny western (Porno erotico western, 1979) czy Koniec gry (Endgame – Bronx lotta finale, 1983).

## Wybrana filmografia
- 1954: Jeniec wojenny (Prisoner of War) – Cameo
- 1955: Złotoręki (The Man with the Golden Arm) – Cameo
- 1956: W 80 dni dookoła świata (Around the World in 80 Days)
- 1956: Dziesięcioro przykazań (The Ten Commandments) jako Egipski strażnik
- 1957: Podwodny wróg (The Enemy Below) jako niemiecki żołnierz
- 1957: W duchu St. Louis (The Spirit of St. Louis) jako żołnierz
- 1958: Korsarz (The Buccaneer) jako pirat
- 1958: Młode lwy (The Young Lions) – Cameo
- 1958: Zabójcy (Gli Uccisori) jako Pablo
- 1959: Rio Bravo jako kowboj obserwujący bójkę na pięści w barze
- 1960: Spartakus (Spartacus) jako Gladiator
- 1961: Centurion (Il conquistatore di Corinto) jako Kwintus Cecyliusz Metellus Macedoński
- 1961: Olbrzym z Metropolis (Il gigante di Metropolis) jako Obro
- 1961: Atlas na ziemi cyklopów (Maciste nella terra dei ciclopi) jako Maciste
- 1962: Powrót syna szejka (Il Figlio dello sceicco) jako Yussuf
- 1962: Cezar kontra piraci (Giulio Cesare contro i pirati) jako Hamar, pirat
- 1962: Ogniem i mieczem (Col ferro e col fuoco) jako Ulrich
- 1964: Sindbad przeciwko siedmiu Saracenów (Sindbad contro i sette saraceni) jako Omar
- 1965: Herkules i księżniczka z Troi (Hercules and the Princess of Troy, TV) jako kapitan piratów
- 1966: Thompson 1880 jako Sheppard
- 1967: W zwierciadle złotego oka (Reflections in a Golden Eye) jako Stables
- 1967: Zabij albo zgiń (Uccidi o muori) jako Baltimore Joe
- 1967: John Bękart (John il bastardo) jako Danite
- 1968: Do diabła z prawem! (Al di là della legge) jako Burton
- 1968: Siedem razy siedem (Sette volte sette) jako Wielki Ben
- 1969: Satyricon jako bandyta
- 1969: Wiatr wojny (Ora X – pattuglia suicida) jako sierżant Smith
- 1971: Skok anioła (Le Saut de l'ange) jako Henry Di Fusco
- 1972: Niewolnica (La Schiava io ce l'ho e tu no) jako Von Thirac
- 1979: Córka Emanuelle (Mavri Emmanouella) jako Robert, młodszy wspólnik Victora
- 1979: Santa Lucia jako Amerykanin
- 1980: Żelazna ręka mafii (Mafia, una legge che non perdona) jako Don Nicola
- 1980: Zabójczy parasol (Le coup du parapluie) jako Moskovitz, zabójca
- 1981: Lądowanie w Inchon (Inchon) jako oficer GHQ
- 1982: Diamentowy łącznik (Diamond Connection)
- 1982–1983: Marco Polo (miniserial TV) jako Arnolfo
- 1983: Końcowa rozgrywka (Endgame – Bronx lotta finale) jako pułkownik Morgan
- 1984: Biały ogień (Vivre pour survivre / White fire) jako Olaf
- 1985: Misja cobra (Cobra Mission) jako pułkownik Mortimer
- 1986: Zabójcza siła komando (Three Men on Fire)
- 1987: Złowieszcze nasienie (Evil Spawn) jako Dan Thorn
- 1988: Krwawe delirium (Delirio di sangue) jako Hermann
- 1989: Narzeczeni (I promessi sposi, miniserial TV) jako Don Gonzalo
- 1995: Bikiniarzowe kino samochodowe (Bikini Drive-In) jako Goliat